# Elecciones legislativas de Polonia de 1965
Las elecciones parlamentarias se celebraron en Polonia el 30 de mayo de 1965. Fueron las cuartas elecciones al Sejm, el parlamento de la República Popular de Polonia, y las quintas en la Polonia comunista. Se llevaron a cabo el 30 de mayo. Las listas admitidas fueron controladas por el Frente de Unidad Nacional (FJN), a su vez controlado por el Partido Obrero Unificado Polaco (PZPR).
La distribución de escaños fue decidida antes de las elecciones por la FJN, y los electores no tuvieron posibilidad de cambiarla. Los resultados de las elecciones de 1965 se duplicarían, exactamente, en las elecciones de 1969 y 1972.

## Resultados
| Partido                   | Partido                         | Votos      | %    | Escaños | +/– |
| ------------------------- | ------------------------------- | ---------- | ---- | ------- | --- |
| Frente de Unidad Nacional | Partido Obrero Unificado Polaco | 18,742,152 | 98.8 | 255     | –1  |
| Frente de Unidad Nacional | Partido Campesino Unificado     | 18,742,152 | 98.8 | 117     | 0   |
| Frente de Unidad Nacional | Partido Demócrata de Polonia    | 18,742,152 | 98.8 | 39      | 0   |
| Frente de Unidad Nacional | Independientes                  | 18,742,152 | 98.8 | 49      | +1  |
| Votos en blanco           | Votos en blanco                 | 226,324    | 1.6  | –       | –   |
| Votos inválidos           | Votos inválidos                 | 13,840     | –    | –       | –   |
| Total                     | Total                           | 18,892,316 | 100  | 460     | 0   |
| Votantes registrados      | Votantes registrados            | 19,645,803 | 96.6 | –       | –   |
| Fuente: Nohlen & Stöver   |                                 |            |      |         |     |